# Claudia Actea

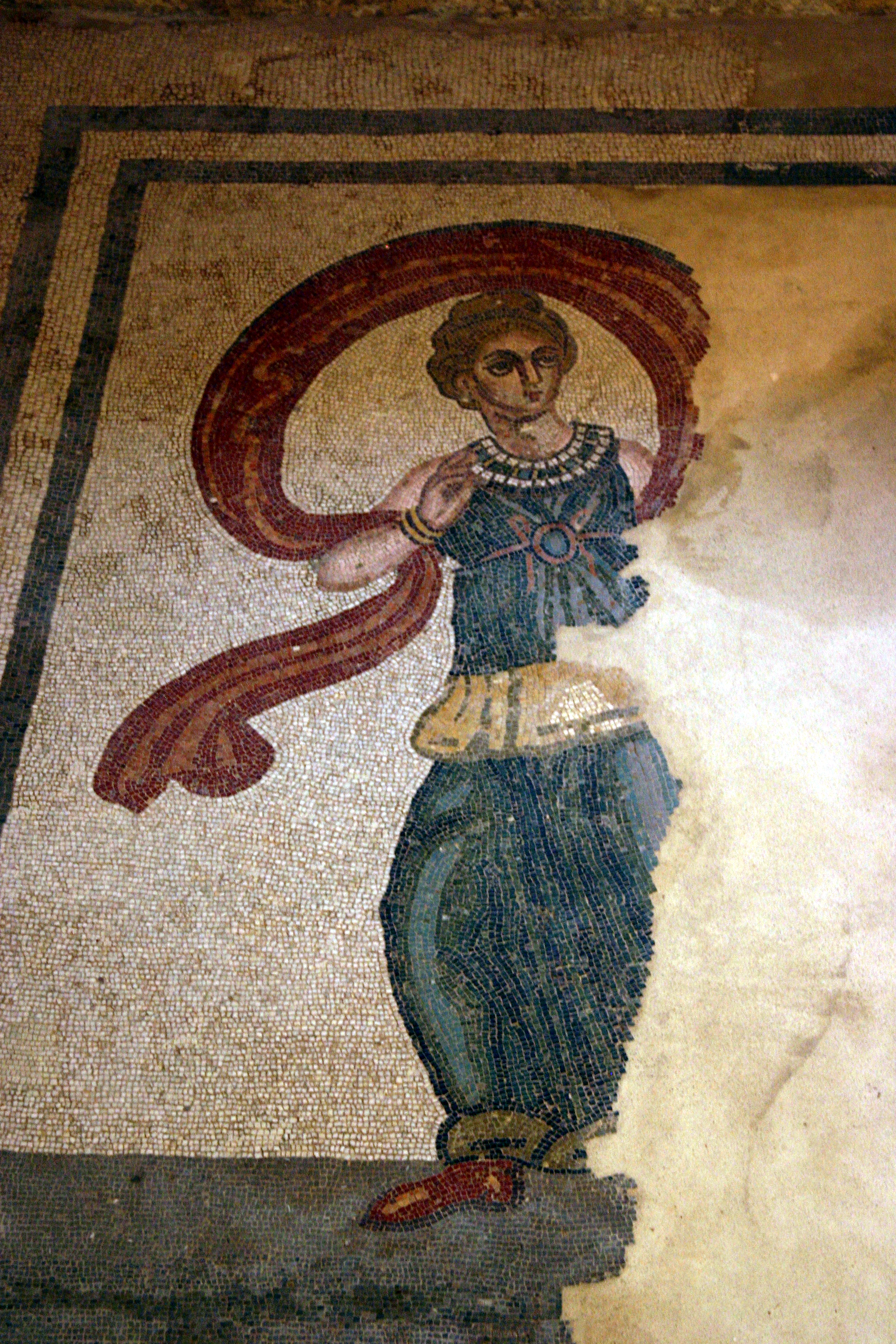
Mosaico de una muchacha romana.

Claudia Actea fue una joven liberta de origen anatolio que fue esclava de Claudia Octavia, emperatriz y primera esposa de Nerón. No se sabe si esta mujer era ya liberta de Claudio. Era originaria de Asia Menor. Con ayuda de Séneca y en contra de la opinión de Agripina se convirtió en amante de Nerón, hasta que apareció Popea Sabina. Fue ella quien depositó las cenizas de Nerón ante la tumba familiar.

## Amante imperial
Agripina, por deseo de conservar el poder, tenía una actitud incestuosa con su hijo. Séneca, al ver el camino que tomaba esto, dio entrada en la vida de Nerón a la liberta Actea. El emperador la conoció en un banquete que ofreció el general Otón, ya que la joven era amante de este. 
Neron quedó cautivado al ver la belleza exótica de la siria, de ojos y cabellos oscuros. El gobierno de Nerón fue bien hasta el momento en que apareció Actea. Él se cansó de no gobernar y de que Séneca, Sexto Afranio Burro y su madre lo hiciesen en su lugar. Su madre incluso se atrevió a pretender tomar asiento en medio del Senado. Actea sedujo a Nerón y, ante sus consejos, él comenzó a tomar las riendas del gobierno.
La relación con ella no gustó a Agripina, por lo que Nerón al principio se la ocultó a su madre. Actea es calificada por Tácito como infame y vil esclava. Nerón, para ennoblecerla, decía que descendía del rey helenístico Átalo, y para ello sobornó a varios cónsules para que declarasen en falso bajo juramento que ella procedía de tal estirpe real (Suetonio), pues Nerón quería casarse con ella, aunque su madre consiguió disuadirlo. 
Según Tácito, cuando Nerón se enamoró de la liberta Actea, Agripina decía que tenía "como rival a una liberta, como nuera a una sierva..." (A, 13, 13). 
Su relación con ella llegó a ser tan escandalosa que el prefecto de la guardia nocturna, Anneo Sereno, llegó a simular que era él el auténtico amante. Agripina se enfureció al saber que el emperador prefería a una esclava y no a ella, y que además pretendía casarse con esta liberta. Actea había sido nodriza de Nerón, además de su amante. Actea sobrevivió a Nerón y fue la que le ofreció las honras fúnebres junto con dos primas suyas, Ecloga y Alejandría, ordenando construir para él sobre la colina de los jardines un túmulo funerario de porfirita roja egipcia que costó unos 200.000 sextercios, y sobre el sepulcro se erigió un altar de mármol de Carrara. Según fuentes epigráficas, llegó a tener muchas tierras y esclavos. 

## Actea en la actualidad
En la película épica Quo Vadis? basada en una novela del mismo nombre, Actea aparece como un personaje secundario donde se dramatiza su relación sentimental con el emperador, al igual que en la película para la televisión Imperio: Nerón, donde también se especula que la liberta Actea era simpatizante del incipiente cristianismo en la Roma imperial.